# Horst-Segge
Die Horst-Segge (Carex sempervirens), auch Immergrüne Segge genannt, ist eine Pflanzenart aus der Gattung der Seggen (Carex) innerhalb der Familie der Sauergrasgewächse (Cyperaceae). Sie gedeiht in europäischen Gebirgen.

## Beschreibung

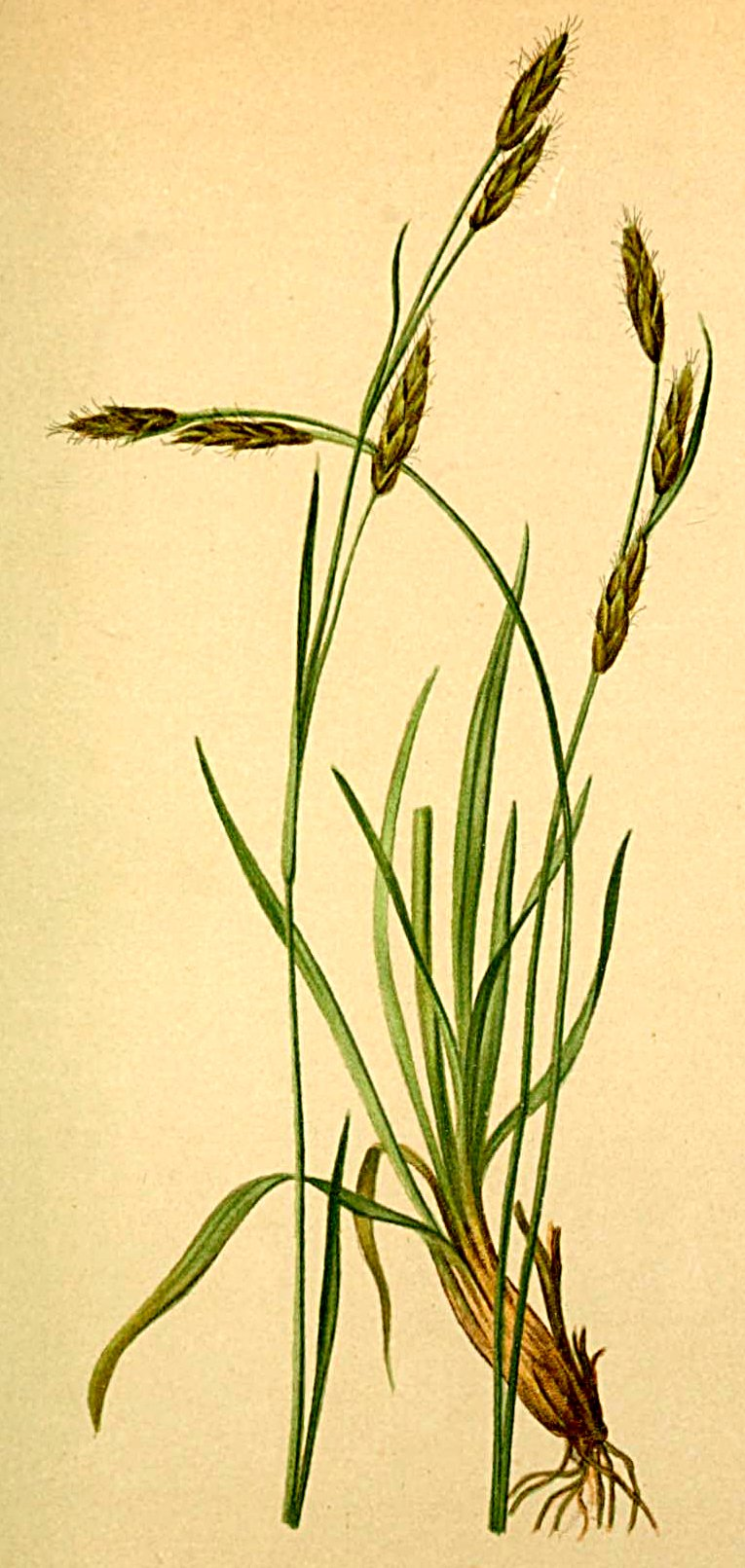
Illustration

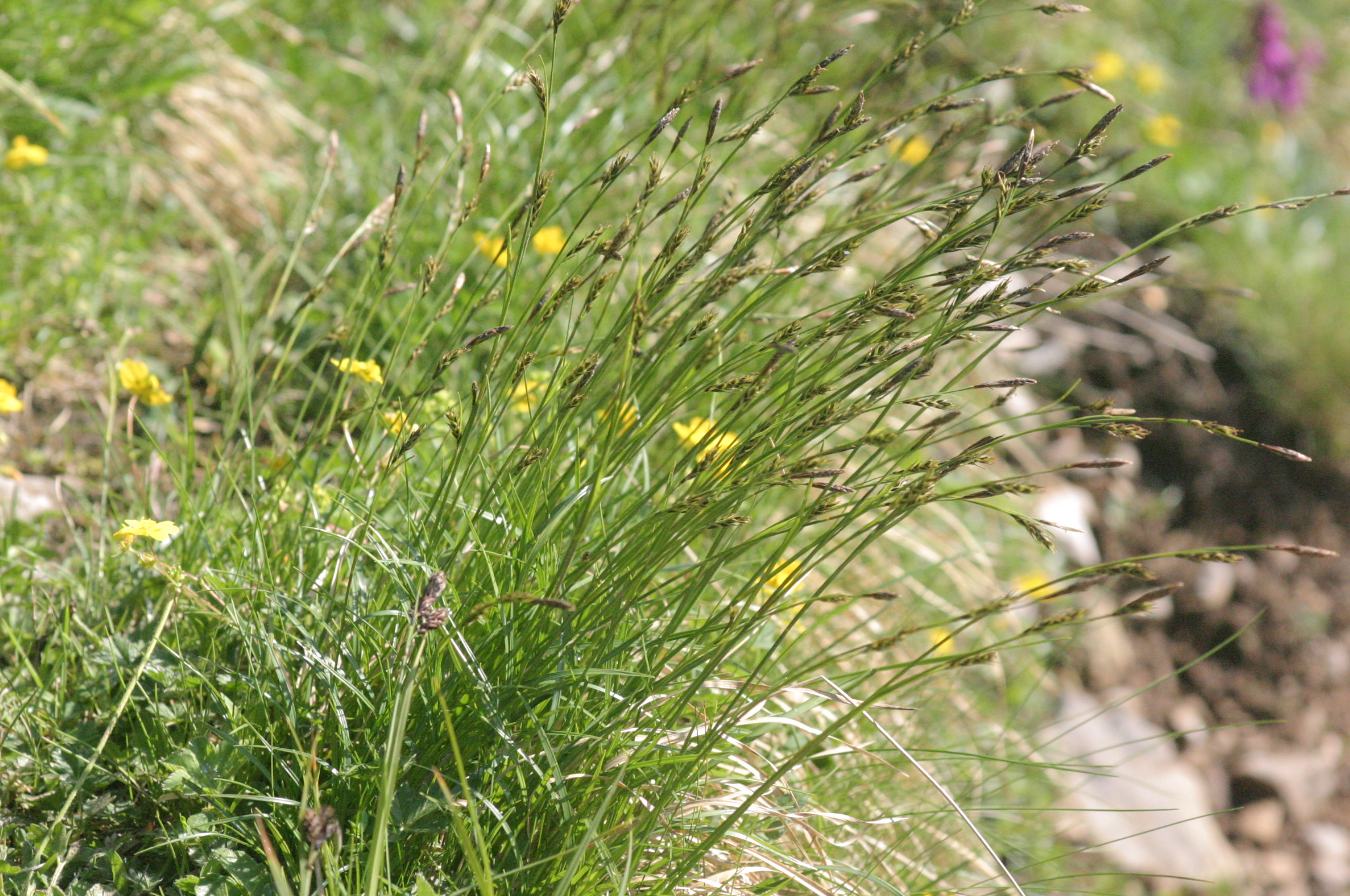
Horst-Segge

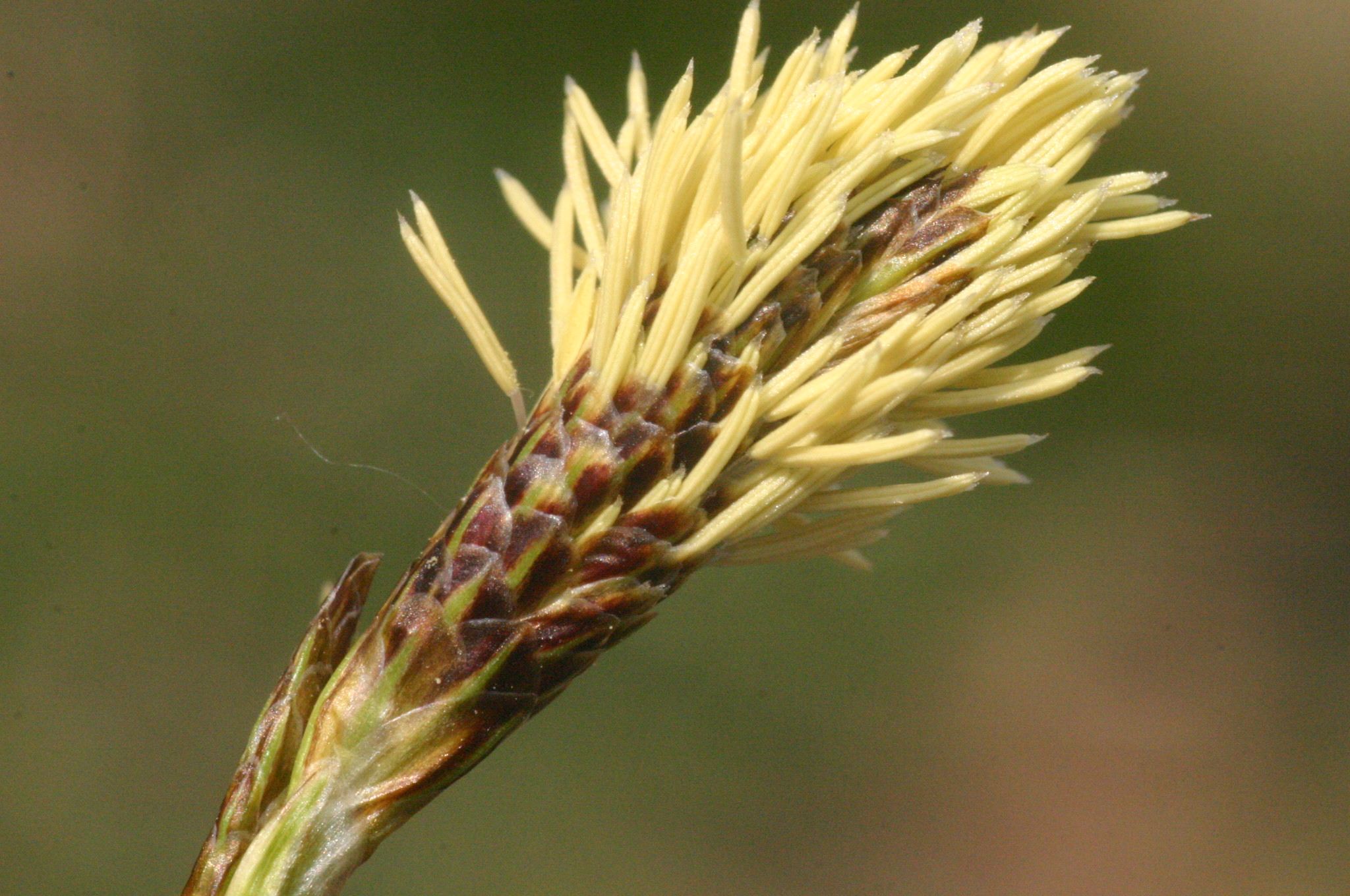
Männliches Ährchen

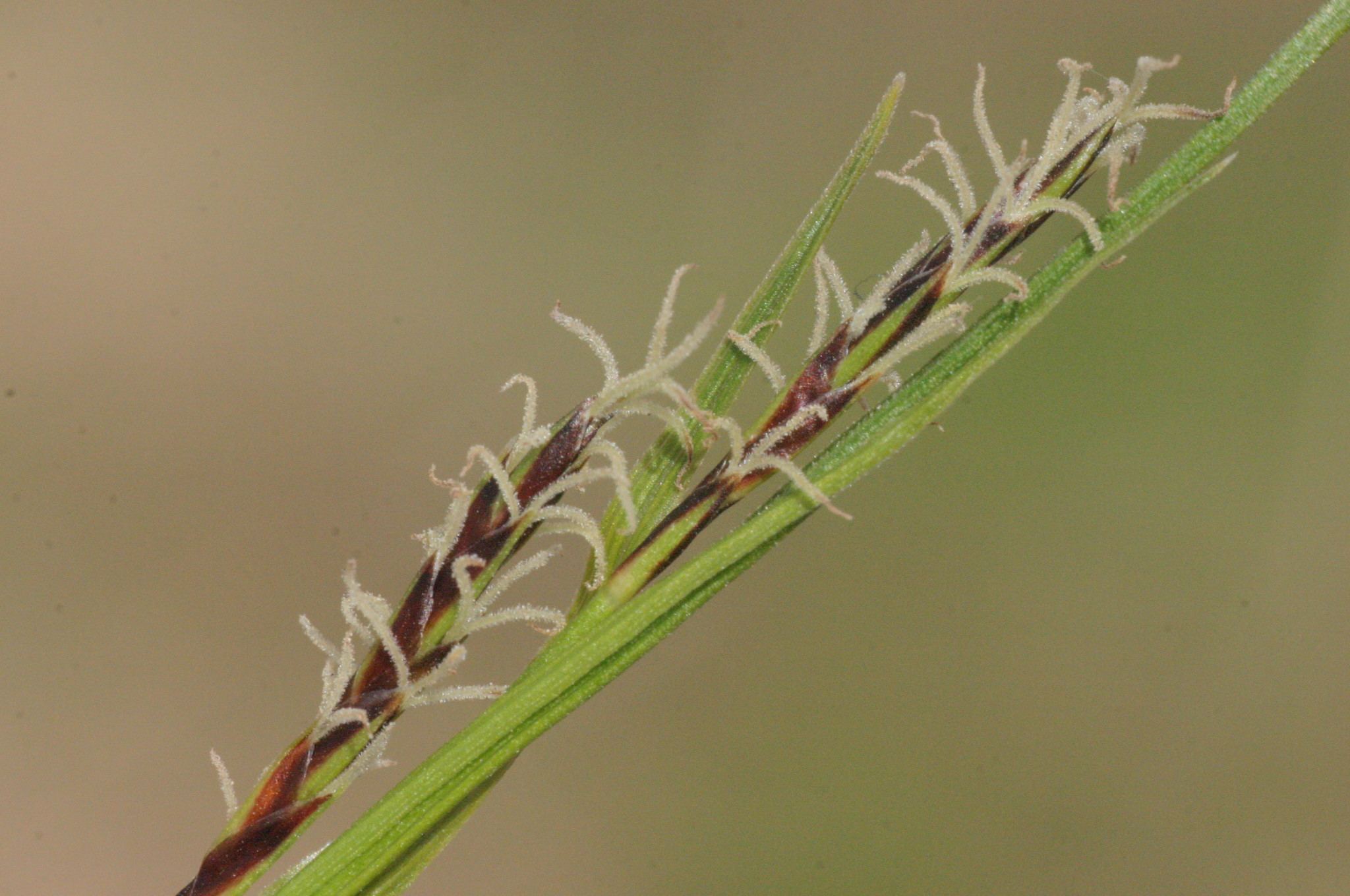
Weibliche Ährchen

### Vegetative Merkmale
Die Horst-Segge ist eine überwinternd grüne, wovon sich das Artepitheton sempervirens für immergrün herleitet, ausdauernde, krautige Pflanze, die Wuchshöhen von 10 bis 40 (bis 60) Zentimetern erreicht. Sie besitzt eine dicht horstförmigen Wuchs und bildet keine oder nur kurze Ausläufer. Die aufrechten Stängel sind stielrund und kaum länger als die Laubblätter. Die grundständigen Blattscheiden sind gelb-braun und verwittern zu braunroten, faserigen Scheidenresten. Die Laubblätter sind 2 bis 3 Millimeter breit, steif, rinnig, die Oberfläche ist kahl und glänzend.

### Generative Merkmale
Die Blütezeit reicht von Mai bis August. Die Horst-Segge gehört zu den Verschiedenährigen Seggen. Der Blütenstand ist 5 bis 15 Zentimeter lang und enthält ein endständiges männliches Ährchen und zwei oder drei seitliche weiblichen Ährchen. Die Hüllblätter besitzen lange Scheiden, das unterste ist meist kürzer als seine Ähre. Das männliche Ährchen ist bei einer Länge von 10 bis 20 Millimetern keulenförmig bis zylindrisch. Die weiblichen Ährchen sind 10 bis 15 Millimeter lang, dünn gestielt, aufrecht und zuletzt meist überhängend. Die Spelzen sind eiförmig mit stumpfem bis spitzem oberen Ende, braun mit hellerem Mittelstreifen und schmalen weißhäutigen Rändern. Die strohfarbenen Schläuche sind 4 bis 5,5 Millimeter groß, länglich ellipsoid, ziemlich scharf dreikantig, an den Kanten in der oberen Hälfte borstig bewimpert und allmählich in den an der Mündung hautrandigen Schnabel verschmälert. Jede weibliche Blüte enthalten drei Narben.
Die Frucht ist länglich-eiförmig und scharf dreikantig.
Die Chromosomenzahl beträgt 2n = 30, 34, 56, 58, 68, seltener 31 oder 32 34.

## Ökologie
Bei der Horst-Segge handelt es sich um einen Hemikryptophyten.

## Vorkommen
Die Horst-Segge ist ein Florenelement im submeridionalen/alpinen bis subtemperaten/dealpinen Bereich des ozeanisch getönten Europas. Ihre Hauptvorkommen liegen in den Alpen, ansonsten ist sie eher selten. In Mitteleuropa kommt sie außer in Einzelstandorten auf der südwestlichen Schwäbischen Alb nur im Alpenvorland und im Schweizer Jura vor.
Sie kommt in bergigen oder ebenen Gebieten vor und sie gedeiht in den Alpen hauptsächlich in Höhenlagen von 1500 bis 2500 Metern. In den Allgäuer Alpen steigt sie am Hochrappenkopf in Bayern bis in Höhenlagen von 2400 Metern auf. Im Engadin erreicht sie 3040 Meter, im Kanton Wallis am Gornergrat bei Zermatt 3115 Meter.
Die Horst-Segge wächst in subalpinen bis alpinen Stein- sowie Magerrasen und besiedelt Felsschutthänge und alpine Matten. Die Horst-Segge gedeiht am besten auf mäßig trockenen bis frischen, basenreichen bis sauren, oft kalkarmen, lockeren, steinigen und humosen Lehmböden.
Die ökologischen Zeigerwerte nach Landolt et al. 2010 sind in der Schweiz: Feuchtezahl F = 2 (mäßig trocken), Lichtzahl L = 4 (hell), Reaktionszahl R = 3 (schwach sauer bis neutral), Temperaturzahl T = 1+ (unter-alpin, supra-subalpin und ober-alpin), Nährstoffzahl N = 2 (nährstoffarm), Kontinentalitätszahl K = 4 (subkontinental).
Der Verbreitungsschwerpunkt liegt in Blaugrashalden und anderen Pflanzengesellschaften der Klasse Seslerietea. Sie ist eine Charakterart des Blaugras-Horstseggen-Rasens (Seslerio-Caricetum sempervirentis = „Semperviretum“) und der Silikat-Horstseggenhalden (Caricetum sempervirentis). Sie kommt aber auch in Pflanzengesellschaften der Verbände Mesobromion, Nardion oder Erico-Pinion vor.
An ihren Standorten ist sie meist bestandsbildend. Sie ist eine Pionierpflanze auf nacktem Fels. Sie ist zwar gegen Beweidung unempfindlich, sie liefert aber kaum gute Standorte für nutzbares Heu.

## Systematik
Die Erstveröffentlichung von Carex sempervirens erfolgte 1787 durch Dominique Villars in Histoire des Plantes de Dauphiné, Band 2, Seite 214. Synonyme für Carex sempervirens Vill. sind:  Carex ferruginea var. sempervirens (Vill.) Fiori, Carex alpestris Gaudin nom. illeg., Carex alpina Schrank, Carex arida Schleich. ex Kunth, Carex erecta DC. nom. illeg., Carex ferruginea Schkuhr nom. illeg., Carex firma var. subalpina Wahlenb., Carex granitica Braun-Blanq., Carex murrii Appel ex Murr, Carex sempervirens var. angustata B.Kotula, Carex sempervirens var. aurigerana Marcailhou, Carex sempervirens var. aurigerana Marcailhou, Carex sempervirens var. laevis (Kit. ex Willd.) Asch. & Kanitz, Carex sempervirens subsp. laevis Kit. ex Willd., Carex sempervirens var. pseudotristis Domin, Carex sempervirens subsp. pseudotristis (Domin) Pawł., Carex sempervirens var. setifolia Kumm. & Sendtn., Carex sempervirens subsp. silicicola Holub, Carex sempervirens subsp. tatrorum (Zapał.) Pawł., Carex sempervirens var. trichocarpa Schur, Carex tatrorum (Zapał.) Racib., Carex trichocarpa Schur nom. illeg., Carex tristis var. tatrorum Zapał., Carex varia Host, Carex wazmanni Schrank nom. rej.
Die Horst-Segge gehört zur Untergattung Carex subgen. Carex aus der Gattung Carex.
Je nach Autor gibt es etwa zwei Unterarten:
- Carex sempervirens Vill. subsp. sempervirens: Sie kommt in Spanien, Frankreich, Deutschland, in der Schweiz, in Italien, Österreich, Polen, Slowenien, Kroatien, Montenegro, Albanien, Rumänien und in der Ukraine vor.[8]
- Carex sempervirens subsp. pseudotristis (Domin) Pawł. (Syn.: Carex granitica Braun-Blanq., Carex sempervirens subsp. silicicola Holub): Sie kommt in Spanien, Frankreich, Polen, Rumänien, in der Ukraine und in der Slowakei vor.[8] Bei manchen Autoren ist es ein Synonym von Carex sempervirens.[3]